# Renault Caravelle
Renault Caravelle är en mindre sportbilmodell från Renault som tillverkades mellan juni 1959 och juli 1968. Modellen visades första gången på Paris Motor Show i oktober 1958. Utanför Nordamerika och Storbritannien marknadsfördes bilen under namnet Renault Floride fram till 1962.

## Historia
Bilen var en liten svansmotorförsedd cabriolet skapad av Pietro Frua på Carrozzeria Ghia. Renault Dauphine användes som bottenplatta och även motorn togs från denna modell. 
Motorn justerades av Renaults prestandaguru, Amedee Gordini, som skapade en motor som erbjöds i effekten 40 hk (30 kW) som valmöjlighet till standardmodellens 35.
Caravelle/Floride fanns i tre modeller: en coupé, 2 dörrar, 2+2 säten, en cabriolet, 2 dörrar, 2+2 säten samt en cabriolet med hårdtak.
Motorn var på 845 cc och topphastigheten 133 kmh (83 mph), och 0–96 km/h (0–60 mph) gick på 17,6 sekunder.
Floride och Caravelle tillverkades i 170 000 exemplar.
Modellåret 1962 genomfördes en större förändring. Sedan modellen introducerades hade den baserats på Dauphine. Nu kom den istället att baseras på den kommande nya modellen R8. Denna nya Floride – Floride S – fick en del exteriöra förändringar, mest påfallande var att luftintagen på bakskärmarna försvann, och ersattes av luftintag på motorluckan. Floride S fanns som modellnamn 1962–63, därefter hette bilen Caravelle på samtliga marknader.

## Galleri

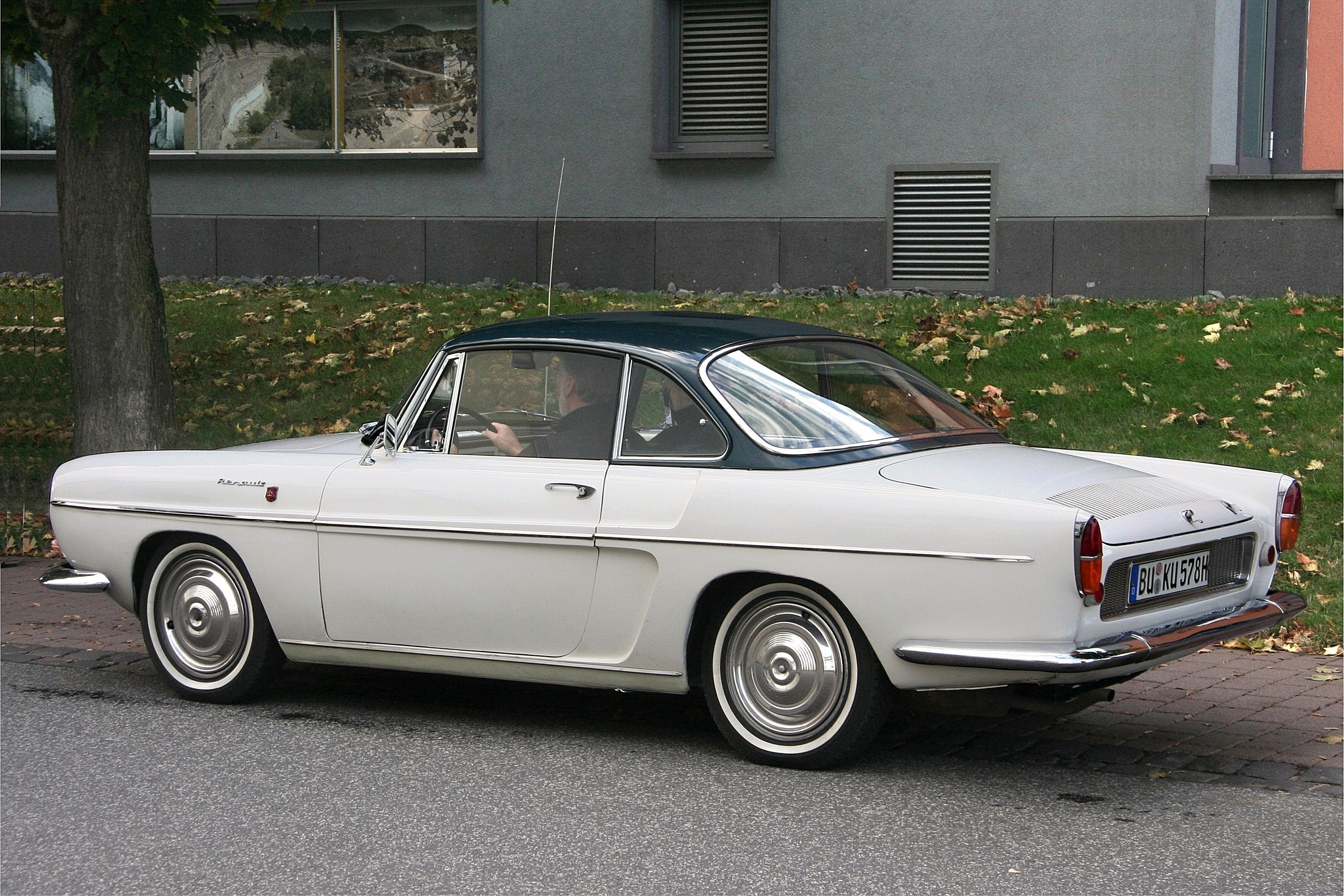
Renault Floride S convertible (med hårdtak).
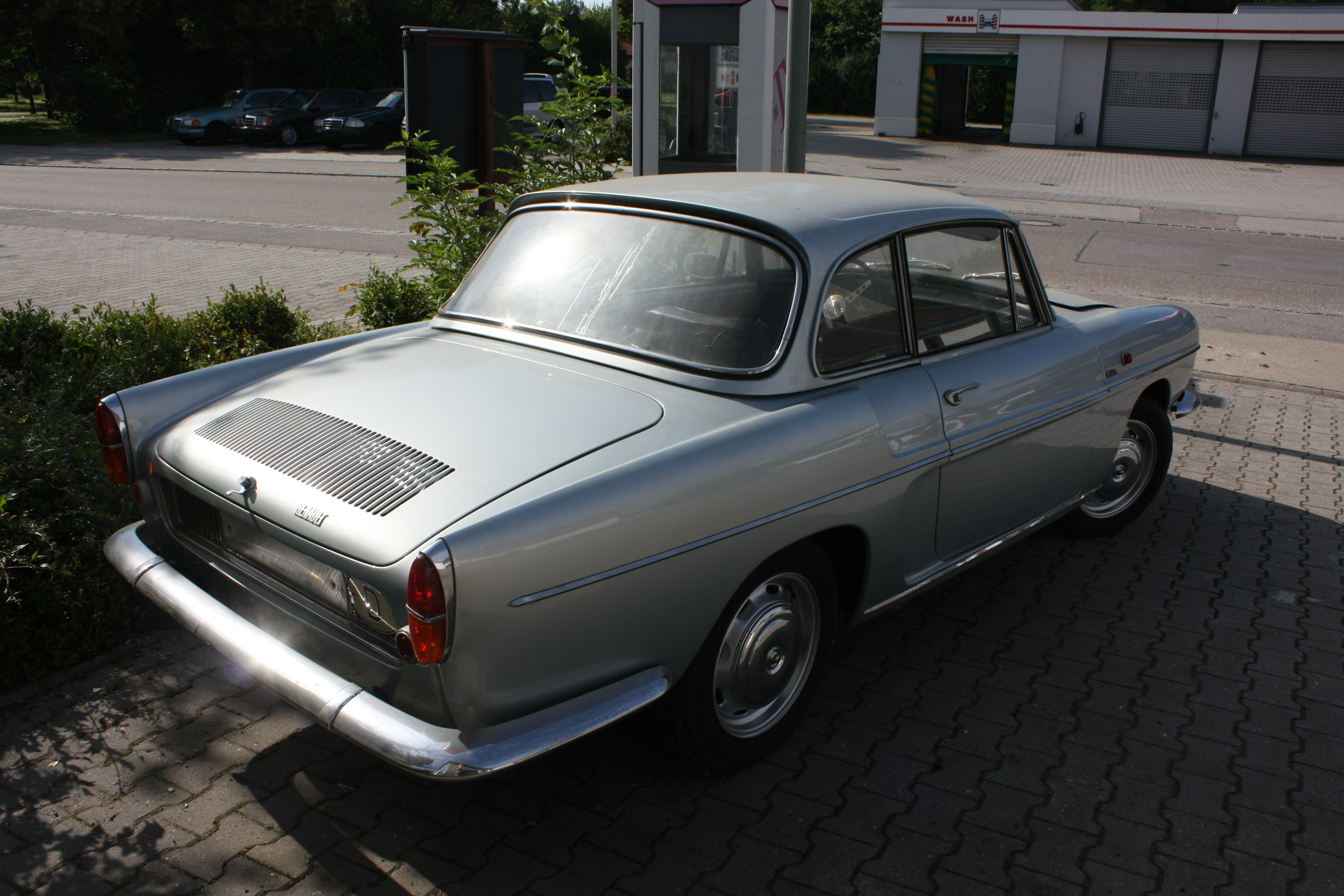
Renault Caravelle Coupe
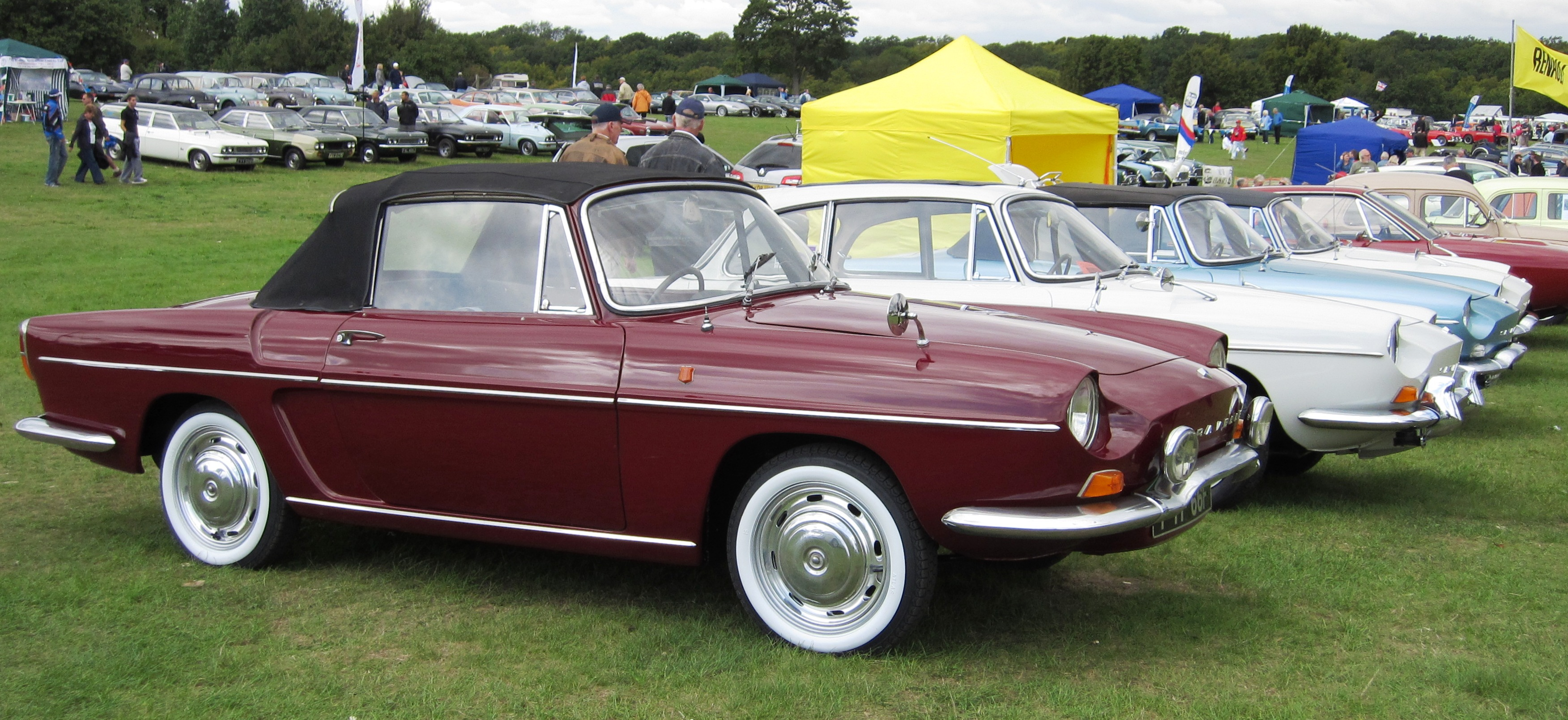
Renault Caravelle cabriolet